# 사다리꼴 공식

사다리꼴 근사. 적분될 함수의 이계도함수가 음수이므로, 사다리꼴 공식 근사는 실제 정적분보다 더 작다.

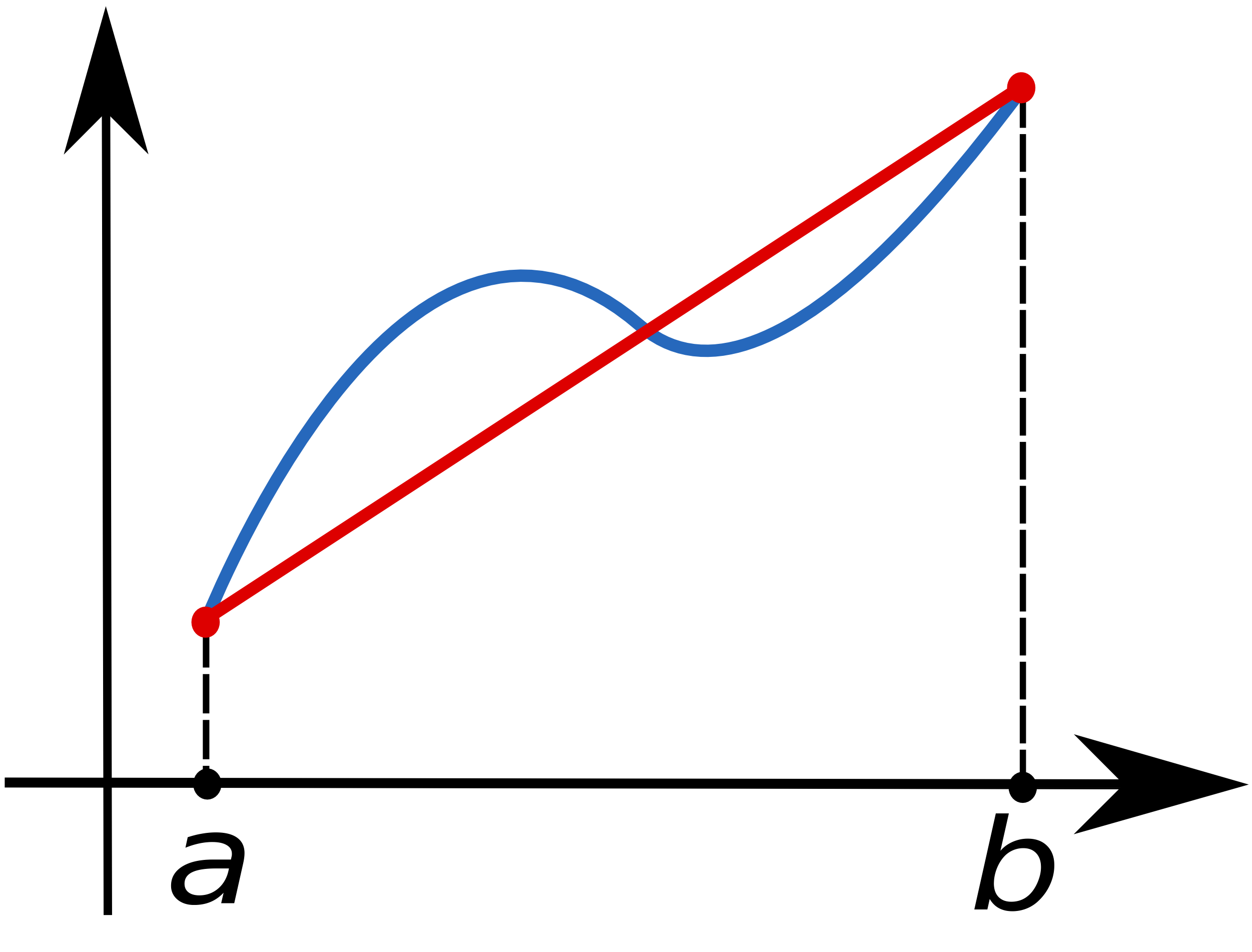
일 경우의 사다리꼴 근사는 임의의 함수를 선형 함수로 어림한다.

수치 해석에서 사다리꼴 공식(-公式, 영어: trapezoidal rule)은 정적분을 근사하는 한 수치적분 방법이다. 사다리꼴 공식은 적분이 나타내는 넓이를 일련의 사다리꼴들의 넓이의 합으로 근사한다. 사다리꼴 공식은 뉴턴-코츠 공식이라는 적분 근사법들의 족(族)의 특수한 경우이며, 매끄러운 함수의 경우 비슷한 계산 복잡도를 갖는 심프슨의 법칙보다 일반적으로 덜 정확하다. 반면, 주기 함수를 적분할 때 사다리꼴 공식은 특별히 더 정확한데, 이는 오일러-매클로린 합산식으로 설명이 가능하다. 반면, 비주기적이며, 매끄럽지 않을 수 있는 함수를 적분할 때에는 클렌쇼-커티스 구적법 또는 가우스 구적법 따위가 더 적합하다.

## 정의
닫힌구간 {\displaystyle [t_{0},t_{N}]} 위의 적분 가능 함수
{\displaystyle f\colon [t_{0},t_{N}]\to \mathbb {R} }
및 수열
{\displaystyle t_{0}\leq t_{1}\leq \dotsc \leq t_{N-1}\leq t_{N}}
이 주어졌다고 하자. 그렇다면, 이에 대한, 적분
{\displaystyle F=\int _{t_{0}}^{t_{N}}f(x)\,\mathrm {d} x}
의 사다리꼴 공식 근사는 다음과 같다.
{\displaystyle {\tilde {F}}=\sum _{i=0}^{N-1}{\frac {(t_{i+1}-t_{i})(f(t_{i+1})+f(t_{i}))}{2}}}
특히, {\displaystyle N=1}일 때 사다리꼴 공식 근사는 다음과 같다.
{\displaystyle {\tilde {F}}={\frac {(t_{1}-t_{0})(f(t_{1})+f(t_{0}))}{2}}}

## 성질
사다리꼴 공식 근사의 오차
{\displaystyle {\tilde {F}}-F}
를 생각하자. 만약 {\displaystyle f}가 {\displaystyle {\mathcal {C}}^{2}} 함수라면 (즉, 그 2차 도함수가 존재하며 연속 함수라면), 다음 조건을 만족시키는 {\displaystyle \xi \in [t_{0},t_{N}]}가 존재한다.
{\displaystyle {\tilde {F}}-F={\frac {1}{12}}f''(\xi )\sum _{i=0}^{N-1}(t_{i+1}-t_{i})^{3}}
특히, 만약 {\displaystyle t_{i}}들이 산술 수열을 이룬다면,
{\displaystyle {\frac {1}{12}}\sum _{i=0}^{N-1}(t_{i+1}-t_{i})^{3}={\frac {(t_{N}-t_{0})^{3}}{12}}N^{-2}}
가 된다. 즉, {\displaystyle N\to \infty }일 때, 오차는 {\displaystyle N^{-2}}의 속도로 0으로 수렴한다.
특히, 만약 {\displaystyle f''}가 항상 양수일 때, 사다리꼴 공식 근사 {\displaystyle {\tilde {F}}}는 {\displaystyle F}보다 더 작으며, 반대로 {\displaystyle f'''}가 항상 음수일 때, 사다리꼴 공식 근사 {\displaystyle {\tilde {F}}}는 {\displaystyle F}보다 더 크다.

## 같이 보기
- 가우스 구적법
- 뉴턴-코츠 공식
- 롬베르크 적분
- 심프슨 공식